# Dennis Kucinich

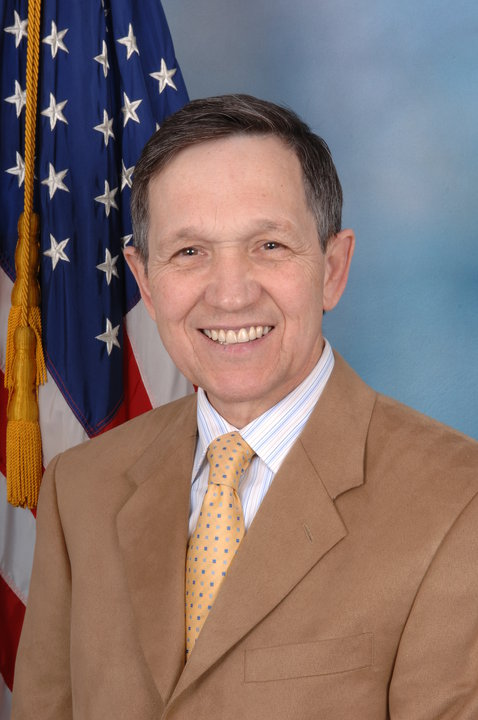
Dennis Kucinich, 2010

Dennis John Kucinich (Aussprache des Familiennamens: [kuːˈsɪnɪtʃ]; * 8. Oktober 1946 in Cleveland, Ohio) ist ein US-amerikanischer Politiker der Demokraten und ehemaliges Mitglied im Repräsentantenhaus des US-Kongresses. Seine politische Laufbahn begann in Cleveland, wo er von 1977 bis 1979 auch als Bürgermeister tätig war. Nach einem zwischenzeitlichen Abschied aus der Berufspolitik war er von 1996 bis 2013 Mitglied im Repräsentantenhaus. Er trat als Kandidat für die Nominierung zur Präsidentschaftswahl 2004 und 2008 an.

## Werdegang
Er wurde als ältestes von sieben Kindern von Frank und Virginia Kucinich (kroatisch: Kučinić) geboren; sein Vater arbeitete als Lastkraftwagen-Fahrer, seine Mutter tätigte die Haus- und Familienarbeit. Von 1967 bis 1970 besuchte er die Cleveland State University, dann wechselte er zur Case Western Reserve University, wo er 1973 sein Studium in Kommunikationswissenschaften abschloss. Sein Name wurde einer breiteren Öffentlichkeit im Zug der Debatten im Kongress über einen möglichen militärischen Einsatz im Irak ein Begriff: Kucinich mobilisierte und koordinierte als Vorsitzender der Gruppe progressiver Mitglieder des Repräsentantenhauses den Widerstand gegen die Pläne der US-Regierung. Wenige Monate später kündigte Kucinich seine Kandidatur um die Präsidentschaftsnominierung der Demokratischen Partei für die Wahlen am 2. November 2004 an. Für die Nominierung zu den Präsidentschaftswahlen 2008 kandidierte Kucinich erneut. 2009 erhielt er den Thomas Merton Award für Frieden und soziale Gerechtigkeit.

## Politik
Kucinich widmet sich der Politik bereits seit seiner Jugend: Als 23-jähriger Student errang er 1969 einen Sitz im Rat seiner Heimatstadt Cleveland, dem er bis 1975 und von 1983 bis 1985 angehörte. 1977 kandidierte er als 31-jähriger erfolgreich gegen den republikanischen Amtsinhaber Ralph Perk und wurde als bis zu diesem Zeitpunkt jüngster Kandidat in den USA zum Bürgermeister von Cleveland gewählt.
Seine Amtszeit verlief sehr turbulent, da der stärkste Blizzard der Stadtgeschichte vor Ort schwere Schäden verursachte und die Stadt sich in einer Finanzkrise befand. Kucinich widersetzte sich jedoch dem Willen der Gläubiger-Banken, die städtischen Elektrizitätswerke Municipal Light an den privaten Konkurrenten First Energy (CEI) zu verkaufen. Mit dieser Entscheidung und dem Entschluss, bisherige Verträge der Stadt zu überprüfen und bei Fragwürdigkeit neu zu verhandeln, wurde Kucinich unbequem für die organisierte Kriminalität. Nach einem Zeitungsbericht wurde von der Mafia zwischenzeitlich sogar ein Auftragsmörder engagiert, der Plan aufgrund der zwischenzeitlich gesunkenen Popularität Kucinichs (was eine Wahlniederlage wahrscheinlich machte) jedoch wieder aufgegeben. Zwischenzeitlich verlangte die Bank Cleveland Trust Company als Reaktion, dass die städtischen Verbindlichkeiten sofort zurückzuzahlen seien, was vorübergehend zur Zahlungsunfähigkeit der Gemeinde führte.
Mit gesunkener Popularität wurde Kucinich 1979 von seinem republikanischen Nachfolger aus dem Amt gedrängt. Der Stadtrat von Cleveland ehrte 1998 Kucinich jedoch wegen seines Entschlusses, Municipal Light nicht zu verkaufen: Nach eigener Berechnung hatte die Entscheidung von Kucinich der Stadt zwischen 1985 und 1995 Kosten von rund 195 Mio. Dollar erspart.
Nach seiner Tätigkeit als Stadtrat in Cleveland stieg Kucinich aus der Berufspolitik aus, arbeitete als Lehrer sowie Radio- und Fernsehjournalist und nahm Beratungstätigkeiten auf.
1994 startete Kucinich seine politische Karriere neu: Für seinen Wahlkreis in Cleveland wurde er von den Wählern in den Senat von Ohio, das Oberhaus des Staatsparlaments, gewählt. Seit 1996 repräsentiert er mit bisher sechs gewonnenen Wahlen den zehnten Wahlbezirk Ohios, der ebenfalls Cleveland umfasst, im Repräsentantenhaus in Washington, D.C.
Im Juli 2007 stellte Kucinich einen Impeachment-Antrag gegen den Vizepräsidenten Dick Cheney, in dessen drei Artikeln er Cheney unter anderem Manipulation bei der Nachrichtenbeschaffung und vorsätzliche Lügen gegenüber der Nation in Verbindung mit dem Irakkrieg und mit al-Qaida sowie eine sachlich nicht begründete Aggressionsdrohung gegen die Islamische Republik Iran vorwirft. Am 9. Juni 2008 brachte er im Repräsentantenhaus eine Resolution mit 35 Anklagepunkten ein, die ein Amtsenthebungsverfahren (Impeachment) gegen Präsident George W. Bush einleiten sollte.
Kucinich hat eine kritische Haltung gegenüber Atomkraft.
Aufgrund der Neuberechnung der Kongresswahlbezirke infolge der Volkszählung 2010 musste Kucinich bei der Primary für die Kongresswahlen 2012 im neunten Wahlbezirk von Ohio gegen seine Parteikollegin Marcy Kaptur antreten. Sie entschied das Duell der beiden Amtsinhaber deutlich für sich, womit Kucinich am Ende der Legislaturperiode im Januar 2013 aus dem Parlament ausgeschieden ist. In der Rede, mit der er die Niederlage einräumte, warf er seiner Konkurrentin vor, einen Wahlkampf geführt zu haben, dem es „vollkommen an Integrität gemangelt“ habe.
Anlässlich des Internationalen Militäreinsatzes in Libyen 2011 verklagte Kucinich zusammen mit weiteren Kongressabgeordneten Präsident Obama und Verteidigungsminister Gates, weil der US-amerikanische Einsatz ohne Kriegserklärung des Kongresses stattfand.
Seit Januar 2013 tritt Kucinich regelmäßig als Kommentator im Fox News Channel auf.

## Präsidentschaftskandidaturen
Im Jahr 2003 kündigte er seine Kandidatur in den Vorwahlen der Demokratischen Partei um die Präsidentschaftsnominierung an. Er stieg in den Wahlkampf mit einer für die Vereinigten Staaten und die Demokratische Partei verhältnismäßig stark linken Programmatik ein und stand in unbedingter Opposition zu der zu dieser Zeit amtierenden republikanischen US-Regierung. Wirtschaftspolitisch forderte Kucinich die Aufhebung der Freihandelsinstitutionen Welthandelsorganisation und NAFTA, die drastische Anhebung der Mindestlöhne für die Arbeitnehmer und die Ausweitung der Mitbestimmungsrechte der Angestellten. Er forderte, dass die FED dem Finanzministerium der Vereinigten Staaten unterstellt wird und dazu den Banken das Privileg der Geldschöpfung entzogen wird. Hierfür reichte er im Kongress den National Emergency Employment Defense Act of 2010 ein, der allerdings abgelehnt wurde. Mit dieser Geldreform bezog er sich auf einen Vorschlag von Stephen Zarlenga. Ebenfalls möchte er das Nationale Gesundheitssystem der Vereinigten Staaten komplett auf eine (öffentliche) Gesetzliche Krankenversicherung umstellen. In der Außenpolitik sollte sich der expansive Kurs der USA zugunsten einer Stärkung der Vereinten Nationen verändern, und innerhalb von 90 Tagen nach Amtsantritt des neuen US-Präsidenten sollten die amerikanischen Truppen aus dem Irak abgezogen werden. Kucinich forderte ebenso die Aufhebung des sogenannten PATRIOT Act, gegen den er als einer von wenigen Abgeordneten stimmte, und die Einführung eines Friedensministeriums.
Am 12. Dezember 2006 kündigte Kucinich seine Kandidatur für die Präsidentenwahl 2008 mit ähnlichen Zielen an, wobei er auch wieder von der demokratischen Mehrheitsmeinung abweichende Positionen vertrat, etwa was die weitere Finanzierung der Kriegsführung im Irak betraf. Im Lauf der Vorwahlkampf-Nominierungsauftritte im Fernsehen äußerte er sich am entschiedensten von allen Kandidaten der Demokraten gegen eine Fortsetzung des Krieges im Irak. Außerdem war er der einzige Kandidat, der ohne Vorbehalte die Öffnung der Ehe für Homosexuelle unterstützte. Kucinich erzielte bei den demokratischen Vorwahlen jedoch nur Ergebnisse im niedrigen einstelligen Prozentbereich (siehe Vorwahlergebnisse der Präsidentschaftswahl in den Vereinigten Staaten 2008).

## Privatleben
Dennis Kucinich ist zweimal geschieden und hat eine Tochter namens Jackie. Viel Aufmerksamkeit bekam der damals allein lebende Kucinich während des Wahlkampfes 2004 mit seinem öffentlichen Bekenntnis, auf der Suche nach einer Partnerin zu sein. Seit August 2005 befindet er sich in der mittlerweile dritten Ehe mit Elizabeth Jane Kucinich geborene Harper. Kucinich ist bekennender Veganer.